# Stanley (Idaho)
Stanley é uma cidade localizada no estado americano de Idaho, no Condado de Custer.

É uma cidade muito pequena nas Montanhas Sawtooth onde é possível andar de bicicleta, escalar montanhas e fazer rafting no Rio Snake.

## Demografia
Segundo o censo americano de 2000, a sua população era de 100 habitantes.
Em 2006, foi estimada uma população de 101, um aumento de 1 (1.0%).

## Geografia
De acordo com o United States Census Bureau tem uma área de
1,6 km², dos quais 1,6 km² cobertos por terra e 0,0 km² cobertos por água. Stanley localiza-se a aproximadamente 1896 m acima do nível do mar.

## Localidades na vizinhança
O diagrama seguinte representa as localidades num raio de 76 km ao redor de Stanley.